# ستيف ويلكس
ستيف ويلكس (بالإنجليزية: Steve Wilkes)‏ (30 يونيو 1967 ببرستون في المملكة المتحدة - ) هو لاعب كرة قدم بريطاني في مركز الوسط. لعب مع إف سي آيندهوفن وبريستون نورث إيند ونادي ساوثبورت وBamber Bridge F.C. ‏ ونادي موركامب.

## وصلات خارجية
- ستيف ويلكس على موقع قاعدة بيانات كرة القدم.إي يو (الإنجليزية)